# 안톨린 알카라스
안톨린 알카라스 비베로스(스페인어: Antolín Alcaraz Viveros, 1982년 7월 30일 ~ )는 파라과이의 축구 선수로, 현재 프리메라 디비시온의 올림피아에서 뛰고 있다. 알카라스는 2010년 FIFA 월드컵에서 이탈리아와의 조별리그 첫 경기에서 선제골을 기록한 것과 동시에 맨 오브 더 매치(Man of the match)에 선정되었다.

## 수상 경력

### 클럽

#### 베이라마르
- 세군다 리가: 2005-06